# Trophée Gounouilhou
Le Trophée Gounouilhou est le nom donné à la première division masculine du Championnat de France de golf des clubs. Il rassemble chaque année au printemps, sur un grand parcours français, les seize clubs de l'élite amateur du pays. C'est le plus prestigieux tournoi par équipes en France, et le plus ancien puisque sa création remonte à 1926. Son équivalent féminin est le Trophée Golfer's Club, organisé la semaine précédente sur le même modèle.

## Histoire
Créé en 1926, le Trophée Gounouilhou est le championnat de France des clubs (par équipes) de golf. Tous les ans, seize équipes s'affrontent pour le titre suprême sur les plus beaux parcours français. Des grands noms du golf y ont participé : Thomas Levet (Racing Club de France - 2e du British Open 2002), Jean Van de Velde (Hossegor - 2e du British Open 1999) entre autres.

## Palmarès
Voici le palmarès de ce tournoi  :
| Année | Lieu                          | Champion              | Finaliste                 |
| ----- | ----------------------------- | --------------------- | ------------------------- |
| 2025  | Aisses                        | Saint-Nom-la-Bretèche | Chantilly                 |
| 2024  | Médoc                         | Cannes-Mougins        | Saint-Cloud               |
| 2023  | Golf de Saint-Nom-la-Bretèche | Cannes-Mougins        | Saint-Nom-la-Bretèche     |
| 2022  | Pont Royal                    | Saint-Cloud           | Biarritz                  |
| 2021  | Nîmes Campagne                | Terre Blanche         | Biarritz                  |
| 2020  | La Baule                      | Terre Blanche         | Bussy                     |
| 2019  | Terre Blanche                 | Bussy                 | Biarritz                  |
| 2018  | Le Prieuré                    | Biarritz              | Chantilly                 |
| 2017  | Médoc                         | Chantilly             | Hossegor                  |
| 2016  | Fontainebleau                 | Golf Club de Lyon     | Aix-les-Bains             |
| 2015  | Golf de Saint-Nom-la-Bretèche | Bordeaux-Lac          | Saint-Nom-la-Bretèche     |
| 2014  | Chantilly                     | Racing Club de France | Cannes-Mougins            |
| 2013  | Saint-Cloud                   | Saint-Nom-la-Bretèche | Angoulême-Hirondelle      |
| 2012  | Granville                     | Racing Club de France | Saint-Nom-la-Bretèche     |
| 2011  | Moliets                       | Cannes-Mougins        | Biarritz                  |
| 2010  | Ailette                       | Paris Country Club    | Cannes-Mougins            |
| 2009  | Chantilly                     | Ormesson              | Paris Country Club        |
| 2008  | Médoc                         | Saint-Nom-la-Bretèche | Ormesson                  |
| 2007  | Sablé-Solesmes                | Saint-Nom-la-Bretèche | Bussy                     |
| 2006  | Saint-Germain                 | Racing Club de France | Saint-Cloud               |
| 2005  | Lyon                          | Saint-Nom-la-Bretèche | Racing Club de France     |
| 2004  | Chantilly                     | Bordelais             | Bussy                     |
| 2003  | Nîmes Campagne                | Palmola               | Touraine                  |
| 2002  | Chiberta                      | Palmola               | Deauville                 |
| 2001  | Courson                       | Saint-Nom-la-Bretèche | Racing Club de France     |
| 2000  | Brigode                       | Touraine              | Racing Club de France     |
| 1999  | Chiberta                      | Touraine              | Palmola                   |
| 1998  | La Bretesche                  | Palmola               | Chantaco                  |
| 1997  | Morfontaine                   | Racing Club de France | Chantaco                  |
| 1996  | Saint-Germain                 | Racing Club de France | Palmola                   |
| 1995  | Limère                        | Biarritz              | Touraine                  |
| 1994  | Médoc                         | Racing Club de France | Nîmes Campagne            |
| 1993  | Sablé-Solesmes                | La Baule              | Saint-Nom-la-Bretèche     |
| 1992  | Courson                       | Racing Club de France | Nîmes Campagne            |
| 1991  | Le Prieuré                    | Racing Club de France | Biarritz                  |
| 1990  | Nîmes Campagne                | Racing Club de France | Saint-Nom-la-Bretèche     |
| 1989  | Fontainebleau                 | Racing Club de France | Nîmes Campagne            |
| 1988  | Hossegor                      | Racing Club de France | Fontainebleau             |
| 1987  | La Baule                      | Racing Club de France | Saint-Nom-la-Bretèche     |
| 1986  | Saint-Cloud                   | Nîmes Campagne        | Racing Club de France     |
| 1985  | Le Touquet                    | Chantilly             | Nîmes Campagne            |
| 1984  | Racing Club de France         | Racing Club de France | Saint-Cloud               |
| 1983  | Nîmes Campagne                | Saint-Nom-la-Bretèche | Rouen                     |
| 1982  | Le Prieuré                    | Chantilly             | Bordelais                 |
| 1981  | Hossegor                      | Racing Club de France | Aix-Marseille             |
| 1980  | La Bretesche                  | Racing Club de France | Marseille / Saint-Cyprien |
| 1979  | La Bretesche                  | Racing Club de France | La Baule                  |
| 1978  | Saint-Germain                 | Chantilly             | Bordelais / Biarritz      |
| 1977  | Chiberta                      | Chiberta              | Bordelais / Biarritz      |
| 1976  | Le Sart                       | Chantilly             | Rouen / La Baule          |
| 1975  | Morfontaine                   | Chantilly             | Racing Club de France     |
| 1974  | Nîmes Campagne                | Chantilly             | Aix-Marseille             |
| 1973  | Fontainebleau                 | Aix-Marseille         | Racing Club de France     |
| 1972  | Aix-Marseille                 | Chantilly             | Racing Club de France     |
| 1971  | Chantilly                     | Saint-Nom-la-Bretèche | Chantilly                 |
| 1970  | Hossegor                      | Saint-Nom-la-Bretèche | Aix-Marseille             |
| 1969  | Saint-Germain                 | Saint-Nom-la-Bretèche | Chantilly                 |
| 1968  | Hardelot                      | Saint-Nom-la-Bretèche | Saint-Cloud               |
| 1967  | La Bretesche                  | Saint-Nom-la-Bretèche | Aix-Marseille             |
| 1966  | Aix-Marseille                 | Aix-Marseille         | Saint-Nom-la-Bretèche     |
| 1965  | Lys                           | Lys                   | Saint-Nom-la-Bretèche     |
| 1964  | Hossegor                      | Saint-Nom-la-Bretèche | Saint-Cloud               |
| 1963  | Morfontaine                   | Saint-Nom-la-Bretèche | Marseille / Lyon          |
| 1962  | Divonne                       | Saint-Cloud           | Saint-Nom-la-Bretèche     |
| 1961  | Chantilly                     | Lys                   | Saint-Cloud               |
| 1960  | Hossegor                      | Lys                   | Bordelais                 |
| 1959  | Racing Club de France         | Racing Club de France | Saint-Cloud               |
| 1958  | Morfontaine                   | Lys                   | Racing Club de France     |
| 1957  | Divonne                       | Lys                   | Saint-Cloud               |
| 1956  | Saint-Cloud                   | Lys                   | Chantilly                 |
| 1955  | Vichy                         | Lys                   | Le Sart                   |
| 1954  | Vittel                        | Chantilly             | Saint-Cloud               |
| 1953  | Racing Club de France         | Chantilly             | Saint-Cloud               |
| 1952  | Chantilly                     | Le Sart               | Lys                       |
| 1951  | Saint-Germain                 | Chantilly             | Morfontaine               |
| 1950  | Saint-Germain                 | Saint-Cloud           | Lys                       |
| 1949  | Morfontaine                   | Lys                   | Saint-Cloud               |
| 1948  | Chantilly                     | Morfontaine           | Saint-Cloud               |
| 1947  | Saint-Germain                 | Saint-Cloud           | Chantilly                 |
| 1946  | Saint-Cloud                   | Chantilly             | Morfontaine               |
| 1945  | Non organisé                  |                       |                           |
| 1944  | Non organisé                  |                       |                           |
| 1943  | Non organisé                  |                       |                           |
| 1942  | Non organisé                  |                       |                           |
| 1941  | Non organisé                  |                       |                           |
| 1940  | Non organisé                  |                       |                           |
| 1939  | Lys                           | Chantilly             | Morfontaine               |
| 1938  | Lys                           | Chantilly             | Saint-Germain             |
| 1937  | Saint-Germain                 | Saint-Cloud           | Morfontaine               |
| 1936  | Ormesson                      | Chantilly             | Saint-Germain             |
| 1935  | Racing Club de France         | Bordelais             | Marly                     |
| 1934  | Lys                           | Chantilly             | Bordelais                 |
| 1933  | Saint-Germain                 | Le Sart               | Fourqueux                 |
| 1932  | Chantilly                     | Fourqueux             | Bordelais                 |
| 1931  | Morfontaine                   | Morfontaine           | Le Sart                   |
| 1930  | Saint-Germain                 | Marly                 | Le Sart                   |
| 1929  | Chantilly                     | Bordelais             | Rouen                     |
| 1928  | Saint-Cloud                   | Rouen                 | Bordelais                 |
| 1927  | Bordelais                     | Bordelais             | Racing Club de France     |
| 1926  | Racing Club de France         | Chantilly             | Racing Club de France     |

## Séries de victoires
| Classement | Club                  | Victoires consécutives |
| ---------- | --------------------- | ---------------------- |
| 1          | Racing Club de France | 6 (1987-1992)          |
| 2          | Saint-Nom-la-Bretèche | 5 (1967-1971)          |
| 3          | Lys                   | 4 (1955-1958)          |

## Classement général
Voici le classement général des clubs vainqueurs du Trophée Gounouilhou :
| Classement | Club                  | Nombre de victoires | Nombre de finales perdues |
| ---------- | --------------------- | ------------------- | ------------------------- |
| 1          | Racing Club de France | 17                  | 10                        |
| 1          | Chantilly             | 17                  | 6                         |
| 3          | Saint-Nom-la-Bretèche | 14                  | 9                         |
| 4          | Lys                   | 8                   | 2                         |
| 5          | Saint-Cloud           | 5                   | 12                        |
| 6          | Bordelais             | 4                   | 7                         |
| 7          | Palmola               | 3                   | 2                         |
| 7          | Cannes-Mougins        | 3                   | 2                         |
| 9          | Aix-Marseille         | 2                   | 6                         |
| 10         | Morfontaine           | 2                   | 4                         |
| 11         | Le Sart               | 2                   | 3                         |
| 12         | Touraine              | 2                   | 2                         |
| 13         | Terre Blanche         | 2                   | 0                         |
| 14         | Biarritz              | 1                   | 5                         |
| 15         | Nîmes Campagne        | 1                   | 4                         |
| 16         | Bussy                 | 1                   | 3                         |
| 16         | Rouen                 | 1                   | 3                         |
| 18         | La Baule              | 1                   | 2                         |
| 19         | Paris Country Club    | 1                   | 1                         |
| 19         | Ormesson              | 1                   | 1                         |
| 19         | Fourqueux             | 1                   | 1                         |
| 19         | Marly                 | 1                   | 1                         |
| 19         | Lyon                  | 1                   | 1                         |
| 24         | Chiberta              | 1                   | 0                         |
| 24         | Bordeaux-Lac          | 1                   | 0                         |
| 26         | Chantaco              | 0                   | 2                         |
| 26         | Saint-Germain         | 0                   | 2                         |
| 28         | Aix-les-Bains         | 0                   | 1                         |
| 28         | Angoulême-Hirondelle  | 0                   | 1                         |
| 28         | Fontainebleau         | 0                   | 1                         |
| 28         | Deauville             | 0                   | 1                         |
| 28         | Hossegor              | 0                   | 1                         |